# Clémentine Nzuji
Clémentine Faik Nzuji (auch bekannt als Clémentine Faïk-Nzuji Madiya; * 21. Januar 1944 in Tshofa, Kabinda, Demokratische Republik Kongo) ist eine afrikanische Dichterin, die im damaligen Belgisch Kongo geboren wurde.

## Hintergrund und früheres Leben
Nzuji absolvierte an der Universität Kinshasa eine Hochschulausbildung. An der Universität von Paris promovierte sie mit dem Thema Studien über Afrika. Nzuji ist verheiratet und Mutter von fünf Kindern. Viele ihrer Gedichte beziehen sich auf die Familie.

## Literarische Aktivitäten
Njuzi gründete die Pléiade du Congo, eine literarische Gruppe in Kinshasa, und half bei der Gründung des International Centre for African Languages, Literatures and Traditions in favour of Development (CILTADE) an der Université catholique de Louvain mit. Des Weiteren führte sie wichtige Untersuchungen im Bereich der Sprachwissenschaften und zur mündlichen Literatur durch. Sie gewann als Autorin von Kurzgeschichten und Gedichten einen Preis.

## Werke (Auswahl)

### Lyrik
- Murmures. Kinshasa: Lettres Congolaises, 1968.
- Kasalà. Kinshasa: Editions Mandore, 1969.
- Le temps des amants. Kinshasa: Editions Mandore, 1969.
- Lianes. Kinshasa: Editions du Mont noir, 1971. (Series Jeune littérature 4).
- Gestes interrompus. Lubumbashi: Editions Mandore, 1976.

### Prosa
- Lenga et autres contes d'inspiration traditionnelle. Lubumbashi: Editions Saint-Paul Afrique, 1976 (Märchen).
- Cité de l'abondance. Unveröffentlicht (Kurzgeschichten). Einziger Preisträger des jährlichen Wettbewerbs der Académie Royale des Sciences d'Outre-Mer (Brüssel) im Jahre 1986.
- Frisson de la mémoire, in: Cluzeau, Fiancée à vendre et treize autres nouvelles. Saint-Maur: SEPIA, 1993. (S. 203–229). Kurzgeschichte.